# Sangre de Muerdago
Sangre de Muérdago es una banda gallega afincada en Leipzig (Alemania) de música folk liderada por el ourensano Pablo Caamiña Ursusson.
Sus letras en gallego tratan temas relacionados con la vida y la naturaleza, e incluyen mucha filosofía e investigación de diferentes tradiciones históricas con elementos filosóficos. Su música incluye instrumentos tradicionales como la zanfona y el nyckelharpa. Ocasionalmente han musicalizado poemas de escritores y escritoras gallegas como Rosalía de Castro, Celso Emilio Ferreiro y Manuel María.
Pablo Caamiña Ursusson comenzó su carrera musical como miembro del grupo hardcore punk Ekkaia. Junto con Jorge Olson de Abreu, funda Sangre de Muérdago y graban su primera demo en 2007. Ursusson graba y autoedita su primer álbum de larga duración homónimo entre 2009 y 2010, ya sin Olson de Abreu, que fallece en Noviembre de ese mismo año.
Asimismo, Ursusson ha fundado otros proyectos, como el grupo de punk Cop on Fire (la banda española, no la belga) o la banda de black metal Antlers.

## Discografía
Desde su formación han lanzado 6 álbumes de larga duración, así como numerosos EPs, colaboraciones y trabajos en otros formatos.
| Año  | Título                             | Formato                            |
| ---- | ---------------------------------- | ---------------------------------- |
| 2007 | Sangre de Muerdago                 | Demo                               |
| 2010 | Sangre de Muerdago                 | LP                                 |
| 2013 | Deixádeme Morrer no Bosque         | LP                                 |
| 2014 | Nas Fragas do Río Eume             | EP                                 |
| 2014 | Braided Paths                      | Álbum split con Novemthree         |
| 2015 | Lembranzas Dende o Lado Salvaxe    | Recopilatorio                      |
| 2015 | O Camiño das Mans Valeiras         | LP                                 |
| 2017 | Os Segredos da Raposa Vermella     | EP                                 |
| 2018 | Vagalumes                          | EP                                 |
| 2018 | Noite                              | LP                                 |
| 2020 | As Voces da Pedra                  | Álbum split con Monarch            |
| 2020 | Xuntas                             | LP                                 |
| 2021 | Cantiga de Folhas e Agulhas        | Live session con Judasz & Nahimana |
| 2022 | Cantiga da Rainha das Aguas        | Live session con Judasz & Nahimana |
| 2023 | O Vento que Lambe as miñas Feridas | LP                                 |